# Szergej Alekszandrovics Romanov orosz nagyherceg
Szergej Alekszandrovics orosz nagyherceg (oroszul: Вели́кий князь Сергей Александрович Романов; Szentpétervár, 1857. április 29./május 11. – Moszkva, 1905. február 4./17.) orosz nagyherceg, 1891–1905 között Moszkva katonai kormányzója; a hodinkai tragédia után merényletet követtek el ellene.

## Élete

### Származása és gyermekkora
Szergej Alekszandrovics nagyherceg 1857-ben jött világra II. Sándor cár és Mária hesseni hercegnő hetedik, utolsó előtti gyermekeként, illetve ötödik fiaként. Élete első tragédiája akkor érte, amikor 1865-ben meghalt legidősebb bátyja, Nyikolaj Alekszandrovics trónörökös, akihez nagyon közel állt. Édesanyjuk ekkor fordult kisebb gyermekei felé, elhatározván, hogy minél több időt szentel nekik. A cárné gyenge egészségi állapota rendszeres európai gyógykúrákat tett szükségessé, és ezekre az utakra mindig magával vitte három legifjabb gyermekét, Marija Alekszandrovnát, valamint Szergej és Pavel Alekszandrovics nagyhercegeket. Szergej és öccse, Pavel Alekszandrovics, illetve Marija Alekszandrovna zárt közösséget alkottak a családon belül, már kis koruktól fogva rendkívül szoros testvéri kötelék alakult ki közöttük.
Szergej nagyherceget bátyja elvesztése nagyon megrázta; a cárné ekkor nevezte ki nevelőjének Leonyid apátot. A nagyherceget testvéreihez és unokatestvéreihez hasonlóan katonai pályára szánták; annak ellenére, hogy Szergej Alekszandrovics nagy érdeklődést mutatott az irodalom irányába. Idősebb kori nevelője, Arszenyev tengernagy bátorította és támogatta őt e téren, így a nagyherceg közös órákat kezdett venni költői vénával megáldott unokatestvérével, Konsztantyin Konsztantyinoviccsal. Mindketten mélyen vallásosak és irodalomszeretők voltak. Szergej Alekszandrovics önmagától megtanult olaszul, hogy Dantét eredetiben olvashassa. A nagyherceg emellett tanulmányozta a régi orosz kultúrát, kedvelte a kor orosz íróit, például Tolsztojt és Dosztojevszkijt. Dosztojevszkij egyébként személyesen is ismerte mind Konsztantyin Konsztantyinovicsot, mind Szergej Alekszandrovicsot, és tanította is őket.

### Katonai pályafutása

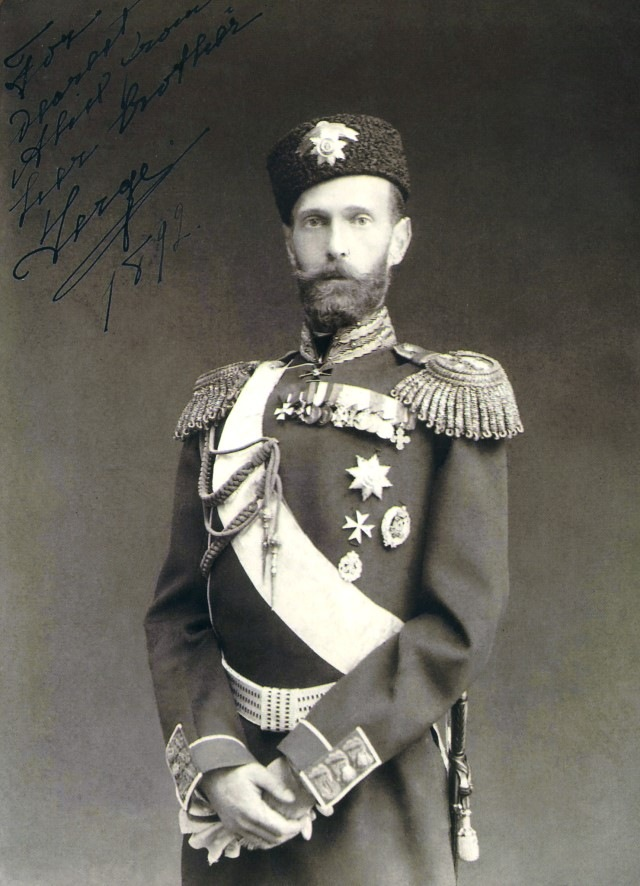
Szergej Alekszandrovics nagyherceg (1892)

Szergej nagyherceg születésétől fogva a 38. Tobolszki Gyalogos Ezred tiszteletbeli főezredese volt. 1877-ben, huszadik születésnapja után szülei hagyományos tanulmányi körútra szerették volna küldeni, melyet azonban el kellett halasztani az 1877–78-as orosz–török háború kirobbanása miatt. A hadseregbe fivéreivel, Alekszandr trónörökössel, Vlagyimir és Alekszej nagyhercegekkel vonult be; aktív szolgálatát Alekszandr cárevics alatt kezdte meg Romániában porucsiki, azaz hadnagyi poszton. Hamar az ezredesi rangig küzdötte fel magát; a mejki csatát követően a harctéren tanúsított hősies magatartásáért a cár a Szent György Érdemrenddel tüntette ki. Szergej Alekszandrovics 1877 decemberében tért vissza Szentpétervárra édesapja társaságában.
II. Sándor cár új életet kezdett szeretőjével, Jekatyerina Mihajlovna Dolgorukova hercegnővel, elhagyva feleségét. Szergej nagyherceg és öccse látványosan kiálltak édesanyjuk mellett, aki 1880 júniusában elhalálozott, teljesen összetörve férje hűtlenségétől. 1881-ben II. Sándor cár életét kioltotta egy merénylet, így az orosz trónt Szergej Alekszandrovics bátyja, III. Sándor foglalta el. Édesapja halálhíre Olaszországban érte Szergej és Pavel Alekszandrovicsot, akik Arszenyev társaságában tanulmányi úton voltak éppen. Három hónappal később az új uralkodó Palesztinába küldte öccseit és Konsztantyin Konsztantyinovicsot. A nagyhercegek meglátogatták Jeruzsálem városát, ahol részt vettek az orosz zarándokok számára készített orosz ortodox templom építésének megtervezésében. Szergej nagyherceg élete végéig nagyobb összegekkel támogatta a templom működtetésére létrehozott alapítványt.
1882-től kezdve Szergej Alekszandrovics szentpétervári teendői megszaporodtak. Január 15-én bátyja őt nevezte ki a Preobrazsenszkij gárda, az orosz hadsereg elit ezredének parancsnokává. Hét évvel később a nagyherceg a tábornoki rangra emelkedett. Ezzel együtt megkapta a Preobrazsenszkoje falu feletti irányítást. E pozícióban egészen 1891-ig szolgált, amikor is a cár Moszkva katonai kormányzójává tette meg.

### Házassága és családja

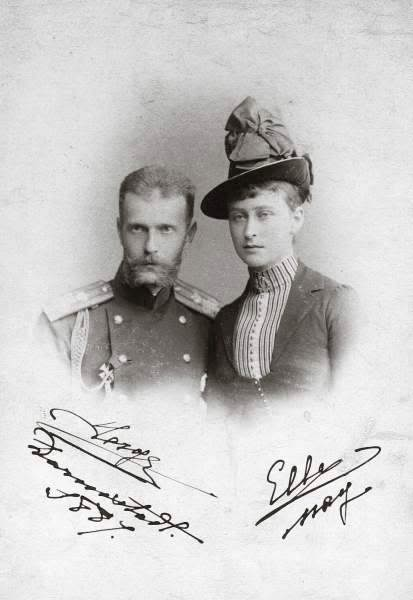
Szergej nagyherceg és az „Ellának” becézett Erzsébet hercegnő (1887)

1881-ben felmerült II. Sándor cár tárgyalásokat kezdeményezett annak érdekében, hogy Karolina Matild schleswig–holsteini hercegnő kezét megkérje Szergej Alekszandrovics számára. A nagyherceg azonban maga választotta ki jövendőbelijét Erzsébet hesseni hercegnő személyében. Erzsébet hercegnő a Hesseni-ház darmstadti ágából származott, és anyai ágon egyike volt Viktória brit királynő számos unokáinak. Mindkét fél családja részéről hosszabb viták és bizonytalanság előzte meg a házassági terv elfogadását, mely elsősorban a feszült orosz–brit viszonyra vezethető vissza. Viktória királynő ugyanis majdhogynem döntő szóval bírt unokái sorsának elrendezésében, és a királynő köztudottan nem kedvelte az oroszokat. Maga Erzsébet hercegnő 1883-ban, egy hosszabb családi összejövetelt követően fogadta el Szergej nagyherceg leánykérését. Az eljegyzést 1884. február 26-án jelentették be hivatalosan, mikor a nagyherceg Darmstadtba látogatott.
Erzsébet hercegnő a cári család elvárásaitól nem tért át azonnal az ortodox kereszténységre, ezt a lépést csak 1891-ben tette meg. A hercegnő Oroszországban a „Jelizaveta Fjodorovna” nevet választotta magának. A pár 1883. június 15-én kelt egybe Szentpétervárott. Mézesheteiket a nagyherceg iljinszkojei birtokán töltötték el. A házaspár a fővárosban alakított ki magának otthont, miután Szergej Alekszandrovics megvásárolta a Szergejszkij-palota névre átkeresztelt Beloszelszkij-rezidenciát. Pavel Alekszandrovics nagyherceg és felesége, Alexandra görög királyi hercegnő mellett a házaspár jó viszonyt ápolt III. Sándor cárral és nejével, Dagmar dán királyi hercegnővel. Az uralkodó Szergej Alekszandrovics és Jelizaveta Fjodorovnát bízta meg azzal, hogy 1882-ben elutazzanak a Szentföldre abból a célból, hogy felügyeljék a Marija Alekszandrovna cárné emlékére emelendő Szent Mária Magdolna templom alapkőletételét.

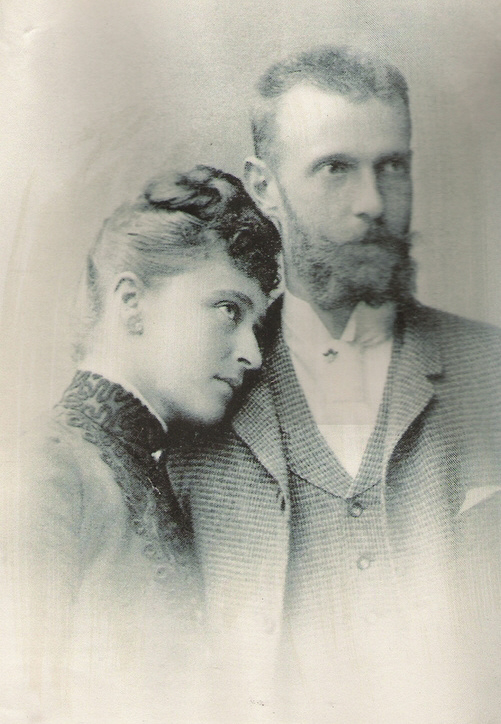
Szergej Alekszandrovics és Jelizaveta Fjodorovna

Jelizaveta Fjodorovna édesapja, IV. Lajos hesseni nagyherceg ezekkel a szavakkal adta beleegyezését Szergej Alekszandrovics és leánya házasságába: „Úgy vélem, hogy [Szergej] kedves, kellemes modorú, és biztos vagyok benne, hogy boldoggá fogja tenni a lányomat”. Annak ellenére, hogy magánlevelezéseik egy boldog, harmonikus házasságot mutatnak, elsősorban Alekszandr Mihajlovics nagyherceg rosszmájú emlékiratainak hatására sokan úgy vélték, hogy Szergej Alekszandrovics házassága kínszenvedés volt, elsősorban a nagyhercegné számára. Ezt maga Jelizaveta Fjodorovna is megcáfolta: „Szergej olyan ember, akivel minél többet van együtt az ember, annál jobban megszereti”. Egyes pletykák szerint a nagyherceg homoszexuális volt, ezt azonban nem erősíti meg semmilyen bizonyíték, ráadásul mély vallásossága is ez ellen szól.
A nagyhercegi pár legnagyobb gondja az volt, hogy nem születhetett gyermekük: „Szegény Szergej és Ella, egész életükre megtagadták tőlük ezt a csodálatos áldást”. 1902-ben, mikor Pavel Alekszandrovicsot száműzték Oroszországból második, morganatikus házassága miatt, Szergej Alekszandrovics és felesége örömmel vállalták el a nagyherceg két gyermekének gyámságát. Marija Pavlovna nagyhercegnő és Dmitrij Pavlovics nagyherceg életük végéig szüleikként gondoltak gyámjaikra, és még akkor is az ő gyermekeiknek tekintették magukat, mikor Pavel Alekszandrovics visszatért Oroszországba.

### Moszkva katonai kormányzójaként
1891 őszén III. Sándor cár Moszkva katonai kormányzójává nevezte ki öccsét. Szergej Alekszandrovics csak vonakodva fogadta el a megbízást, mert szeretett a Preobrazsenszkij ezredben szolgálni; illetve ő és felesége is kedvelte a csendes, visszahúzódó szentpétervári életüket. Szergej Alekszandrovics elfogadta és támogatta bátyja keménykezű politikáját, és ezt kívánta alkalmazni a Moszkvában egyre inkább elszaporodó radikális megmozdulások ellen.
Első lépéseként a városi zsidóság kitelepítése kezdődött meg. Az akció négy héttel Szergej nagyherceg személyes megérkezését megelőzően kezdődött meg a városban, három nagyobb hullámban zajlott meg. Elsőként a családdal nem rendelkezők és azok távoztak, akik még nem éltek három éve Moszkvában. A második turnus a legfeljebb négygyermekes családokat és a hat évnél korábban betelepülteket, a harmadik az nagycsaládosokat és a régóta moszkvai zsidókat ölelte fel. A teljes kitelepítés tizenkét hónapot vett igénybe, mivel rossz időjárás esetén a nagyherceg leállította a műveletet. A közel húszezer kitelepített zsidó a birodalom nyugati részébe költözött, bár sokuk külföldre emigrált.

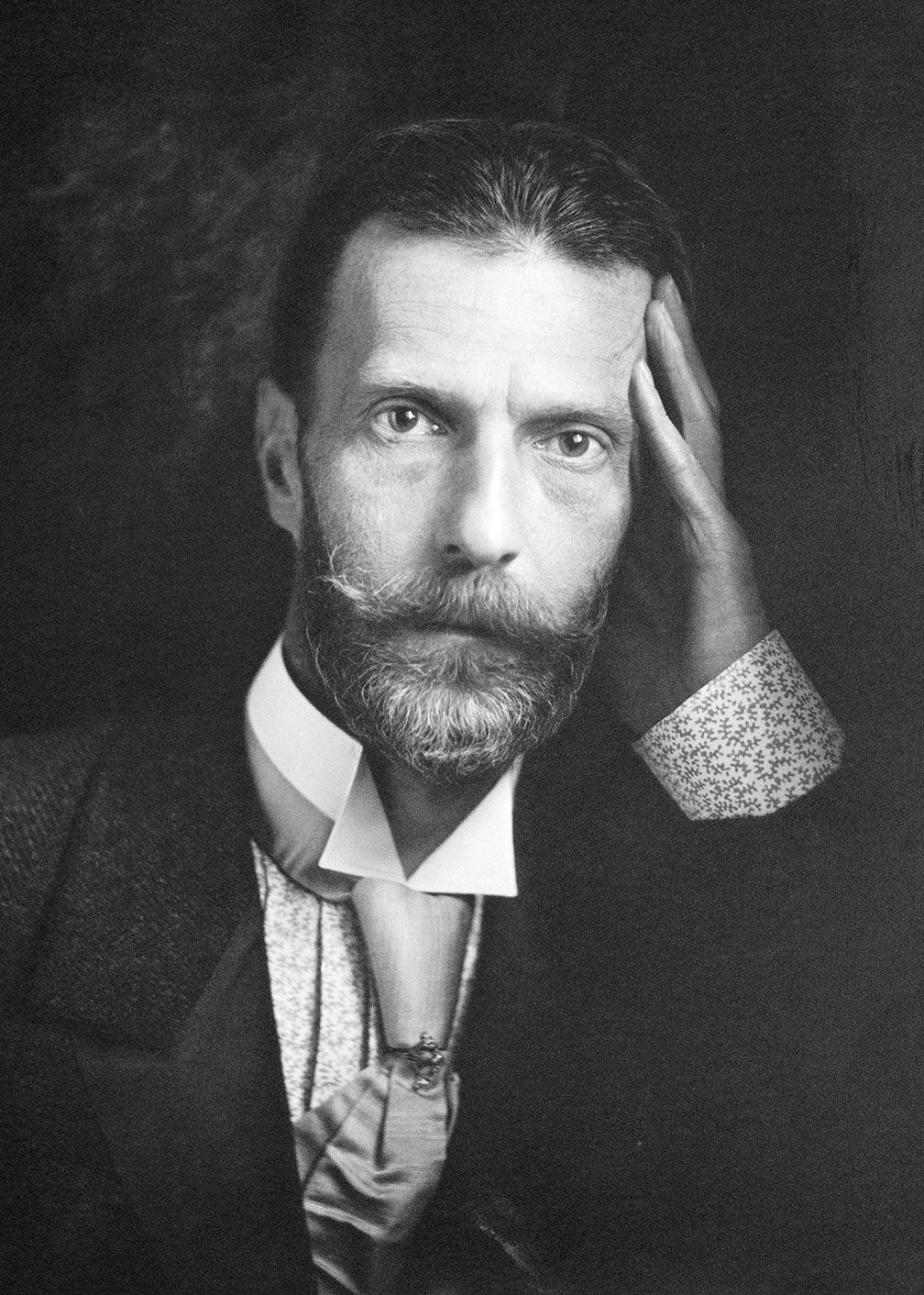
Szergej nagyherceg

A nagyherceg iskolák építését rendelte el, ugyanakkor erős ellenőrzés alá vonta az egyetemeket, hogy így vegye elejét a cári rendszer elleni eszmék terjedésének. Emiatt sok kritika érte, bár a konzervatívabb moszkvaiak egyetértettek a felügyelettel. Kísérleteket tett a radikalizmus és a korrupció megfékezésére, ezt elérendő elsősorban a rendőrségre és a katonaságra támaszkodott. Ez ugyan népszerűtlenné tette sokak körében, olyannyira megnőtt a közbiztonság, hogy 1900-ban és 1903-ban a húsvéti ünnepségeken a cár és felesége testőrség nélkül vehettek részt. A nagyherceg és felesége számtalan jótékonysági szervezet tagja volt, jelentős adományokkal támogatták az árva és fogyatékkal élő gyermekeket, a hajléktalanokat és több orosz egyetemet is.
1894-ben elhunyt III. Sándor cár. Az új uralkodó, II. Miklós cár szoros, meghitt kapcsolatot ápolt nagybátyjával, melyben jelentős szerepet játszott az, hogy II. Miklós trónörökösként Szergej Alekszandrovics alatt szolgált a Preobrazsenszkij ezrednél. Az uralkodó és nagybátyja barátságát csak erősítette, hogy II. Miklós felesége, Alix hesseni hercegnő Jelizaveta Fjodorovna húga volt. II. Miklós cár jelölte Szergej Alekszandrovicsot az Államtanácsba.
Az új cár és hitvese koronázási ünnepségét 1896-ban tartották a hagyományoknak megfelelően Moszkva városában. Katonai kormányzóként Szergej Alekszandrovics részt vett az ünnepség szervezésében, és ő engedélyezte az ajándékok kiosztásának helyszínéül a Hodinka-mezőt. Hodinkát eredetileg katonai felvonulások és díszszemlék alkalmával szokták használni, éppen ezért a koronázást szervező bizottság úgy vélte, a mező megfelelő lesz a koronázás után hagyományosan a népnek szóló ajándékok kiosztásához. Az esemény biztosítására egy kozák ezredet és pár száz rendőrt rendeltek ki, miközben közel félmillió oroszt vártak a helyszínre. Alighogy elkezdték szétosztani az ajándékokat, a tömegben tülekedés támadt, mely fejvesztett menekülésbe torkollott. Több mint ezer embert tapostak halálra, a kivezényelt kozák ezred képtelen volt meggátolni a katasztrófát. A közvélemény Szergej Alekszandrovicsot okolta a bekövetkezett szerencsétlenségért, noha felelősség terhelte a koronázás szervezésében főszerepet játszó Voroncov-Daskov grófot, a cári udvar miniszterét, valamint Vlaszovszkij ezredest, a moszkvai rendőrség parancsnokát. Az eset hatására Szergej Alekszandrovics népszerűsége pedig rohamosan zuhant; a „Hodinka hercege” gúnynevet akasztották rá.
A tragédia nemcsak a közvéleményt, hanem a cári családot is megosztotta. Nyikolaj Mihajlovics nagyherceg és testvérei, többek között Alekszandr Mihajlovics Szergej nagyherceg azonnali lemondatását követelték, míg Vlagyimir Alekszandrovics és Alekszej Alekszandrovics kijelentették, hogy amennyiben leváltják öccsüket, felhagynak kötelességeik teljesítésével. Maga Szergej Alekszandrovics benyújtotta lemondását a cárhoz, míg Voroncov-Daskov gróf ezt nem tette meg. II. Miklós elutasította nagybátyja kérelmét, viszont menesztette Voroncov-Daskovot.
Az 1904-ben kitört orosz–japán háború nagyon megviselte az országot, egyre többen tüntettek a békéért. Szergej nagyherceg a helyzetet kemény kézzel akarta kezelni, míg a cár enyhébb politikát tartott helyénvalónak a körülményekre való tekintettel. Szergej Alekszandrovics nagyherceg nem tudott kiegyezni unokaöccsével, így 1905. január 1-jén lemondott katonai kormányzói pozíciójáról. A II. Miklós cár és közötte fennálló jó kapcsolat továbbra sem romlott meg; Szergej nagyherceg maradt a moszkvai körzet katonai parancsnoka.

### Halála és emlékezete

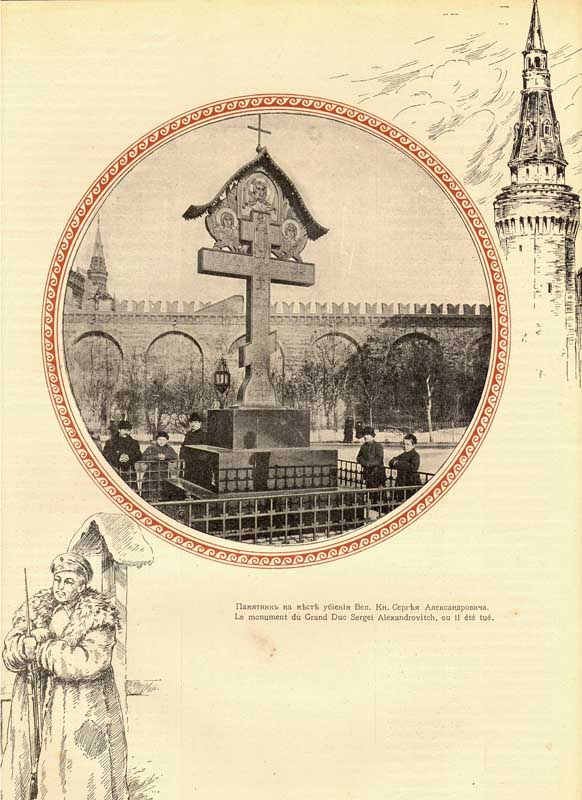
Az emlékkereszt a Nyikolszkij kapu előtt (Viktor Mihajlovics Vasznyecov)

Lemondása után a nagyherceg és családja először a Neszkucsnoje-palotába költözött, ám a fokozódó veszély miatt később a Kreml-beli Nyikolaj-palota lett az otthonuk. Szergej Alekszandrovics népszerűsége továbbra sem nőtt, szinte naponta kapott halálos fenyegetéseket. Ügyet sem vetve ezekre, minden nap kíséret nélkül kelt át a városon. 1905. február 17. délutánján a nagyherceg egymaga, szárnysegédje nélkül utazott hintójában, amikor a Nyikolszkij kapu előtt egy Ivan Platonovics Kaljajev nevű szocialista terrorista újságpapírba csomagolt bombát dobott a nagyherceg járműjére. A robbanás azonnal végzett a nagyherceggel, szétszaggatva testét. Kocsisa, Rugyinkin életveszélyes sérülésekkel került kórházba, ahol három napon belül ő is meghalt. A robbanást hallotta Jelizaveta Fjodorovna nagyhercegné is, aki azonnal a helyszínre sietett, és segített összegyűjteni férje maradványait.
Szergej nagyherceg koporsóját a Kremlben ravatalozták fel, majd a ugyanott, a Csudov monostorban helyezték örök nyugalomra. Halálának színhelyén emlékkeresztet emeltek. A szovjet idők alatt a kolostort és a keresztet is elbontották. 1990-ben építőmunkások találtak rá a nagyherceg koporsójára. A maradványokat exhumálták, és 1995. szeptember 17-én, egy, az Arhangelszkij katedrálisban tartott istentisztelet után újratemették a Novoszpasszkij monostorban.
Jelizaveta Fjodorovna nagyhercegné élete végéig gyászolta férjét. Pár évvel Szergej Alekszandrovics halála után kolostort alapított, és felvette az apácafátylat. Élete hátralevő részét a moszkvai szegényeknek szentelte. 1918-ban a bolsevikok több más családtag társaságában kivégezték.

## Külső hivatkozások
- Életrajza (oroszul)
- Életrajza (oroszul)
- Képek, érdekességek (angolul)